# Xirikti-Xuqamuna
Xirikti-Xuqamuna o Širikti-šuqamuna va ser el tercer i últim rei de la VI dinastia de Babilònia o Dinastia Bazi segons la Llista dels reis de Babilònia. Va succeir a Ninurta-kudurri-usur I.
El seu regnat només va durar tres mesos de l'any 985 aC. Era contemporani del rei d'Assíria Aixurrabi II (1013 aC - 972 aC). Portava el nom del déu cassita de la guerra, Xuqamuna o Šuqamuna, que estava associat a la investidura dels reis. Una crònica conservada el fa germà de Nabu-kudurrī-uṣur, probablement un error per Ninurta-kudurri-usur, el nom del seu predecessor. Se sap que va ser enterrat en un palau, però es desconeix en quin.